# Thamnomanes schistogynus
El batará azulino o batará azul-acerado (en Perú) (Thamnomanes schistogynus), también denominado hormiguerito cenizo, es una especie de ave paseriforme de la familia Thamnophilidae perteneciente al género Thamnomanes. Es nativo de la región amazónica en América del Sur. 

## Distribución y hábitat
Se distribuye en el centro y sureste de Perú, oeste de la Amazonia brasileña, en ambos países al sur del río Amazonas, y noroeste de Bolivia. Ver detalles en Subespecies.
Es común en el sotobosque de selvas húmedas, principalmente debajo de los 800 m de altitud. Habita tanto en bosques de várzea como de terra firme.

## Descripción
Mide 14,5 cm de longitud y pesa entre 16 y 18 g. El macho es gris azulado obscuro uniforme; la hembra es gris azulado por arriba; garganta y pecho gris azulado, y las partes inferiores en contrastante rufo vivo. Ambos sexos exhiben una gran mancha dorsal blanca, usualmente oculta, excepto cuando están excitados. La hembra presenta el mayor contraste de color en las partes inferiores entre todos los Thamnomanes.

## Comportamiento
Forrajea en pareja o en pequeños grupos familiares, junto a bandadas mixtas de aves del sotobosque frecuentemente juntas; a menudo actúa como su centinela. Se encarama erecto en ramas horizontales, escrutando el follaje por presas, abruptamente volando para capturar insectos espantados por otras aves. Tanto el batará gorgioscuro (Thamnomanes ardesiacus) como el batará saturnino (T. saturninus) pueden ser encontrados en las mismas bandadas con la presente especie, dependiendo de la localidad, pero el batará azulino generalmente forrajea en niveles superiores del bosque que cualquiera de las dos especies mencionadas.

### Vocalización
El canto comienza lentamente con varias notas estridentes silbadas que después se aceleran para terminar en un gorjeo en borbotón, “juii? juii? juii-juii-juii-juiip-juiip-juipjuipjuip-p-p-p-p-p-p-prrrr”. Ambos sexos dan un característico llamado stacatto “uer-chicory” o “uuchidididik”.

## Sistemática

### Descripción original
La especie T. schistogynus fue descrita por primera vez por el ornitólogo austríaco Carl Edward Hellmayr en 1911 bajo el nombre científico Thamnomanes caesius schistogynus; localidad tipo «Cochabamba, Bolivia».

### Taxonomía
Las relaciones taxonómicas con otros géneros no están claras. Las especies actualmente en este género parecen estar emparentadas entre sí sobre la base de la morfología y al comportamiento, a pesar de que la arquitectura del nido es, de alguna forma, variable. Forma una superespecie con Thamnomanes caesius y ya han sido tratadas como conespecíficas. Las subespecies probablemente reflejan una variación clinal en la obscuridad del plumaje, pero se precisan más estudios.

### Subespecies
Según la clasificación del Congreso Ornitológico Internacional (IOC) (Versión 7.1, 2017) y Clements Checklist v.2016, se reconocen 2 subespecies, con su correspondiente distribución geográfica:
- Thamnomanes schistogynus intermedius Carriker, 1935 – centro de Perú al sur del río Amazonas y al este del río Huallaga (al sur hasta Junín).
- Thamnomanes schistogynus schistogynus Hellmayr, 1911 – oeste de Brasil al sur del Amazonas (al oeste del bajo río Juruá y hacia el sur hasta sus cursos medio y alto y hasta el alto río Purús), sureste de Perú (al sur desde Junín) y noroeste de Bolivia (oeste de Pando, La Paz, Cochabamba).